# Rudolf Reuter (Musikwissenschaftler)
Rudolf Reuter (* 15. April 1920 in Münster/Westf.; † 13. Januar 1983 ebenda) war ein deutscher Musikwissenschaftler, Orgeldenkmalpfleger, Organist, Cembalist, Dirigent, Kammermusiker und Professor.

## Leben
Nach dem Abitur am Gymnasium Paulinum in Münster (1937) studierte Rudolf Reuter Musik (Klavier, Theorie, Orgel), dann Theologie und Musik und nach fünfjährigem Kriegsdienst Musik und Musikwissenschaft, dazu Kunstgeschichte und Geschichte in Hamburg, Köln und Münster/Westf. - Im Jahre 1948 promovierte er bei Werner Korte (Universität Münster) über Die Orgel- und Klavierfuge Johann Sebastian Bachs.
Von 1948 bis zu seinem Tod 1983 war er als Hochschullehrer an der Westfälischen Wilhelms-Universität Münster tätig, unterrichtete in den Fächern Musiktheorie, Musikgeschichte, Orgelwissenschaft und Aufführungspraxis Alter Musik und leitete 20 Jahre lang die Collegia vocale et instrumentale der Universität. Zudem nahm er Dozenturen am Bischöflichen Institut für Kirchenmusik Münster und an der Westfälischen Schule für Musik (später Staatliche Hochschule für Musik Westfalen-Lippe, Abteilung Münster) wahr.
1949 beauftragte ihn der damalige Landeskonservator von Westfalen, Wilhelm Rave, die Bestände historischer Orgeln in Westfalen und Lippe zu sichten. Daraus erwuchs über drei Jahrzehnte eine enge Zusammenarbeit mit dem Westfälischen Landesamt für Denkmalpflege (Hauptkonservator Franz Mühlen und Oberbauamtsrat Franz Fischer). Die sich daraus ergebende Aufgabe einer kontinuierlichen Inventarisierung der historischen Orgeln in Westfalen und Lippe führte von 1950 bis 1962 in 55 Stadt- und Landkreisen der Region und in rund 500 Archiven zur Veröffentlichung der Grundlagenpublikation Orgeln in Westfalen (Kassel 1965), die erste große umfassend-systematische Dokumentation von historischem Orgelinventar in der Geschichte der Musikwissenschaft überhaupt. Die für Rudolf Reuter im Zuge seiner Forschungen eingerichtete Orgelwissenschaftliche Forschungsstelle im Musikwissenschaftlichen Seminar der Universität Münster, deren Leiter er bis zu seinem Tode war, erweiterte ihren Radius auf weitere deutsche Bundesländer und einige europäische Länder, wo er zu orgeldenkmalpflegerischen Maßnahmen als Berater hinzugezogen wurde. Im Jahre 1951 war er überdies Mitbegründer der Gesellschaft der Orgelfreunde (GdO). Im Jahr 1971 wurde er zum ordentlichen Mitglied der Historischen Kommission für Westfalen gewählt.
Die Arbeit an seiner Bibliographie der Orgel (Kassel 1973) führte Rudolf Reuter in die führenden Bibliotheken Europas. Darüber hinaus verfasste er zahlreiche Bücher und Aufsätze, überwiegend zum Thema Orgel oder zur Musikgeschichte Westfalens. Ein großer Kreis an Promovenden widmete sich unter seiner Leitung Einzelthemen aus dem von ihm betreuten Bereich der orgelwissenschaftlichen Westfalica-Forschung, die in der von Reuter initiierten Reihe Veröffentlichungen der Orgelwissenschaftlichen Forschungsstelle beim Bärenreiter-Verlag Kassel erschienen.
Seine künstlerische Praxis erstreckte sich überwiegend auf Orgelkonzerte, primär an den von ihm betreuten und restaurierten Denkmalorgeln in Westfalen und Lippe, auf Rundfunk- und Fernsehsendungen (u. a. in der Reihe "Kirchenorgeln unserer Heimat" des WDR Köln) und auf zahlreiche Platteneinspielungen im Rahmen der Reihe "Musik auf historischen Instrumenten" (5 Doppel-LP-Folgen) des Landschaftsverbands Westfalen-Lippe. Insbesondere die großen Denkmalorgeln des bedeutendsten westfälischen Barockorgelbauers Johann Patroclus Möller (1698–1772) erfuhren von ihm umfangreiche Restaurierungsmaßnahmen und immer wieder konzertante Würdigungen.
Daneben konzertierte er europaweit mit seinem Trio Rameau (Annemarie Jochum/Violine, Wolfgang Eggers/Violoncello) auf historischen Instrumenten, insbesondere im Erbdrostenhof Münster, wo er ein Ruckers-Cembalo von 1640 restaurierte, betreute und in zahlreichen Konzerten spielte. Als Chor- und Orchesterleiter führte er mit den studentischen Collegia der Universität Münster die Hauptwerke der Literatur des 18. und 19. Jahrhunderts auf.
1980 richtete er im ehemaligen Rathaus der ostwestfälischen Stadt Borgentreich (gegenüber der Stadtkirche St. Johannes Baptist mit der größten europäischen Springladenorgel aus dem 17. und 18. Jh., eines seiner beliebtesten Forschungsobjekte) das erste Orgelmuseum Deutschlands ein. Dabei arbeitete er eng mit dem örtlichen Organisten und Kantor Gottfried Haunhorst zusammen. 
Plötzlich und unerwartet, mitten aus lebendiger schöpferischer Arbeit gerissen, starb Rudolf Reuter im Januar 1983 in seinem Haus in Münster-Angelmodde.

## Veröffentlichungen (Auswahl)
- Die Orgel- und Klavierfuge Johann Sebastian Bachs. (= Diss. Westfälische Landesuniversität Münster 1948). Open Access verfügbar via ViFaMusik
- Orgeln in Westfalen. Inventar historischer Orgeln in Westfalen und Lippe. Veröffentlichungen der Orgelwissenschaftlichen Forschungsstelle Band 1, Kassel 1965.
- Die Grundlagen des Orgelbaus auf der iberischen Halbinsel. Esslingen 1965.
- Bibliographie der Orgel. Literatur der Geschichte der Orgel bis 1968. Veröffentlichungen der Orgelwissenschaftlichen Forschungsstelle Band 3, Kassel 1973.
- Die Orgel in der Denkmalpflege Westfalens 1949-1971. Veröffentlichungen der Orgelwissenschaftlichen Forschungsstelle Band 4, Kassel 1971.
- Orgeln in Spanien (posthum, mit 150 Abb. nach Fotos von Heinz Vössing). Hrsg. von Hannalore Reuter. Veröffentlichungen der Orgelwissenschaftlichen Forschungsstelle Band 14, Kassel 1986.

Daneben zahlreiche organologische Aufsätze und Einzelmonografien in der Reihe Westfälische Kunststätten des Westfälischen Heimatbundes in Verbindung mit dem Westfälischen Amt für Denkmalpflege Münster, u. a.:
- Historische Orgeln im Münsterland, Heft 17, Münster 1981.
- Historische Orgeln im Kreis Olpe, Heft 22, Münster 1982.

Zahlreiche Artikel in Musik in Geschichte und Gegenwart (MGG), so über:
- Müller (Möller), Johann Patroklus, Band 9, Spalten 860-62, Kassel 1961.

Autobiografische Skizze:
- Rudolf Reuter: Gewissermaßen Berufswestfale, in: "Westfalen unter sich", Frankfurt/M. 1978.

## Aufnahmen
- Messe pour les couvents religieux et religieuses (2. Orgelmesse) von François Couperin "Le Grand", Orgel: Rudolf Reuter, Choralschola des kirchenmusikalischen Zentrums Borgentreich, Ltg.: Gottfried Haunhorst, Psallite 193/010 677 PET, LC 0698, Borgentreich o. J.

## Auszeichnungen
- In Borgentreich erinnert der Rudolf-Reuter-Platz an den Gründer des Orgelmuseums.

## Publikationen von Schülern Rudolf Reuters (Auswahl)
- Ulrich Wulfhorst:  Der westfälische Orgelbauer Johann Patroclus Möller — Teil 1: Leben und Werk. Teil 2: Die Quellen (= Veröffentlichungen der Orgelwissenschaftlichen Forschungsstelle. Band 2). Bärenreiter, Kassel 1967.
- Winfried Schlepphorst: Der Orgelbau im westlichen Niedersachsen, Band 1 (Niederstift Münster/Grafschaft Lingen und Bentheim) (= Veröffentlichungen der Orgelwissenschaftlichen Forschungsstelle. Band 7). Bärenreiter, Kassel 1975.
- Reinhard Skupnik: Der Hannoversche Orgelbauer Christian Vater 1679–1756 (= Veröffentlichungen der Orgelwissenschaftlichen Forschungsstelle. Band 8). Bärenreiter, Kassel 1976.
- Reinhard Lüttmann: Das Orgelregister und sein instrumentales Vorbild in Frankreich und Spanien vor 1800 (= Veröffentlichungen der Orgelwissenschaftlichen Forschungsstelle. Band 10). Bärenreiter, Kassel 1979.
- Hugo Wohnfurter: Die Orgelbauerfamilie Bader 1600–1742 (= Veröffentlichungen der Orgelwissenschaftlichen Forschungsstelle. Band 11). Bärenreiter, Kassel/London 1981, ISBN 3-7618-0648-5.
- Wolf Kalipp: Die westfälische Orgelbauerfamilie Vorenweg-Kersting 1784–1879 (= Veröffentlichungen der Orgelwissenschaftlichen Forschungsstelle. Band 12). Bärenreiter, Kassel 1984.
- Hans Hermann Wickel: Auswärtige Orgelbauer in Westfalen (= Veröffentlichungen der Orgelwissenschaftlichen Forschungsstelle. Band 13). Bärenreiter, Kassel 1984.
- Winfried Schlepphorst (Hrsg.): Orgelkunst und Orgelforschung. Gedenkschrift Rudolf Reuter (Veröffentlichungen der Orgelwissenschaftlichen Forschungsstelle. Band 15). Bärenreiter, Kassel 1990 (18 Beiträge von Schülern und Freunden Rudolf Reuters).
- Franz Josef Ratte: Die Temperatur der Clavierinstrumente. Quellenstudien zu den theoretischen Grundlagen und praktischen Anwendungen von der Antike bis ins 17. Jahrhundert (= Veröffentlichungen der Orgelwissenschaftlichen Forschungsstelle. Band 16). Bärenreiter, Kassel 1991.